# Erythrodiplax anatoidea
Erythrodiplax anatoidea ist eine schlanke, kleine Libellenart aus der Unterfamilie Sympetrinae. Sie kommt um die Stadt Porto Velho am Oberlauf des Rio Madeira vor. Der Name anatoidea leitet sich von der äußerlichen Ähnlichkeit des Tieres zu Vertretern der Gattung Anatya ab.

## Merkmale
Erythrodiplax anatoidea ist eine blauschwarze Art deren Männchen wie Weibchen Abdomenlängen von um die 19 Millimeter erreichen. Das männliche Abdomen ist wie der Thorax und die Beine blauschwarz, wobei der Thorax und die ersten vier Hinterleibssegmente bläulich schimmern. Die weibliche Farbgebung tendiert ins Bräunlich-schwarze und stellt damit einen Sexualdichroismus dar.
Auf dem Abdomen haben die Weibchen zudem noch einen schwachen helleren, lateralen Streifen. Dieser Streifen weitet sich auf dem zweiten und dritten Segment auf annähernd zwei Drittel der Hinterleibsbreite. Darüber hinaus schimmert er auf den ersten fünf Segmenten bläulich.
Die durchsichtigen Hinterflügel der Weibchen sind circa 23 Millimeter, die der Männchen 22 Millimeter lang. Distal sind beide Flügelpaare leicht bräunlich getönt. Das Pterostigma misst um 2,2 Millimeter bei den Männchen und um 2,6 Millimeter bei den Weibchen.

## Ähnliche Arten

Verbreitungsgebiete der Arten Erythrodiplax anatoidea (grün), Erythrodiplax angustipennis (gelb) und Erythrodiplax longitudinalis (rot), alle Teil der Longitudinalis-Gruppe

Die Art ähnelt insbesondere Erythrodiplax angustipennis und Erythrodiplax longitudinalis. Eine sichere Unterscheidung kann über die Struktur des zweiten Genitalsegments der Männchen unternommen werden. Auch fehlt Erythrodiplax anatoidea der gelbe Lateralstreifen auf dem Thorax, wie er bei Erythrodiplax longitudinalis vorkommt. Gegenüber Erythrodiplax angustipennis hilft, dass die Hinterleibsanhänge gelb und nicht schwarz sind.